# 趙昂
趙 昂（ちょう こう、生没年不詳）は、中国後漢末期の武将。字は偉章または偉璋。涼州漢陽郡の人。妻は王異。子は趙月・趙英（娘）・男子二人。

## 略歴
趙昂はかつて羌道県令に任じられ、同郷の楊阜・尹奉とともに名を上げて共に涼州従事についた。
建安年間に参軍事に転任し、冀県に移り住んだ。
建安18年（213年）、冀城に馬超が攻め寄せると、趙昂は妻と共に防衛した。しかし涼州刺史であった韋康は馬超への降伏を考え、趙昂や楊阜の諌めも聞き入れずに、馬超と和議を結んでしまった。馬超は降伏を受け入れた後、約束を破って韋康を殺害し、趙昂に子の趙月を人質として南鄭へ差し出させた。
馬超は、趙昂を自分の配下にしたいと思っていたが信用しきれなかったため、妻の楊氏に趙昂の本心を探るため彼の妻と会談させた。その結果、趙昂たちが自分に忠誠を尽くす者だとわかったため、信用したといわれる。
建安19年（214年）、楊阜・姜叙・尹奉らは結託して馬超に反旗を翻した。この時、趙昂は尹奉と共に祁山の守備に就いた。馬超が一度撤退し張魯の援軍を得て再度攻めて来た際には、妻と共に祁山に立て籠り、夏侯淵の援軍が来るまでの三十日間、その猛攻に耐え続けた。しかし、先鋒の張郃軍の到着により馬超軍の包囲が解けると、趙月が馬超に殺されてしまった。冀城が攻められてから祁山の防衛に至るまで、趙昂は妻の助けを得て九つの奇計を繰り出した。
隴右が平定された後、趙昂を含む馬超と戦った者11名は、曹操から侯爵位を与えられた。その後、趙昂は益州刺史に就任したという。

## 異なる名称

### 偉璋と偉章
皇甫謐『列女伝』中では「趙昂の妻の王異は益州刺史の天水の趙偉璋の妻」と記し、『魏略』は「楊阜は若い頃、同郡の尹奉次曾と趙昂偉章とともに名を上げた」と記載している。趙昂は天水出身であり、「璋」と「章」の二字は同音である。そのため「趙偉璋」と「趙昂偉章」は同じ人物である可能性があり、「偉璋」と「偉章」のどちらかが誤って記述された疑いがある。

### 趙昂と趙顒
建安24年（219年）の漢中争奪戦の最中、劉備軍の黄忠は法正の助力を得て、定軍山で曹操軍の夏侯淵と益州刺史の趙顒を討ち取った。
この趙顒は趙昂と名こそ違うものの、彼らの身分は一致しており、同じ趙姓で活動した時代及び拠点とした地理状況が近い。また「顒」と「昂」の二字は意味と音が似ており、この二字自体で構成された単語がある。
以上の共通点により、「趙顒」は「趙昂」である可能性が高い。

## 演義での趙昂
小説『三国志演義』では、馬超討伐の際に子の趙月が馬超の副将となっていたため、馬超と戦うべきか思い悩む姿が描かれる。どうするべきかと、妻の王氏（王異）に相談すると「君主や父の仇を討つためならば、子の命は惜しみません。それでもあなたが迷うと言うのなら、私は先に死にます」と叱咤されたため、趙昂は楊阜らと共に馬超撃退を決心することになっている。